# كلينتون مكينون
كلينتون مكينون (بالإنجليزية: Clinton McKinnon)‏ هو عازف ساكسفون ومغني أمريكي، ولد في 24 ديسمبر 1969.

## وصلات خارجية
- الموقع الرسمي
- كلينتون مكينون على موقع ميوزك برينز (الإنجليزية)
- كلينتون مكينون على موقع أول ميوزيك (الإنجليزية)
- كلينتون مكينون على موقع أول ميوزيك (الإنجليزية)
- كلينتون مكينون على موقع ديسكوغز (الإنجليزية)